# Розп'ятий солдат

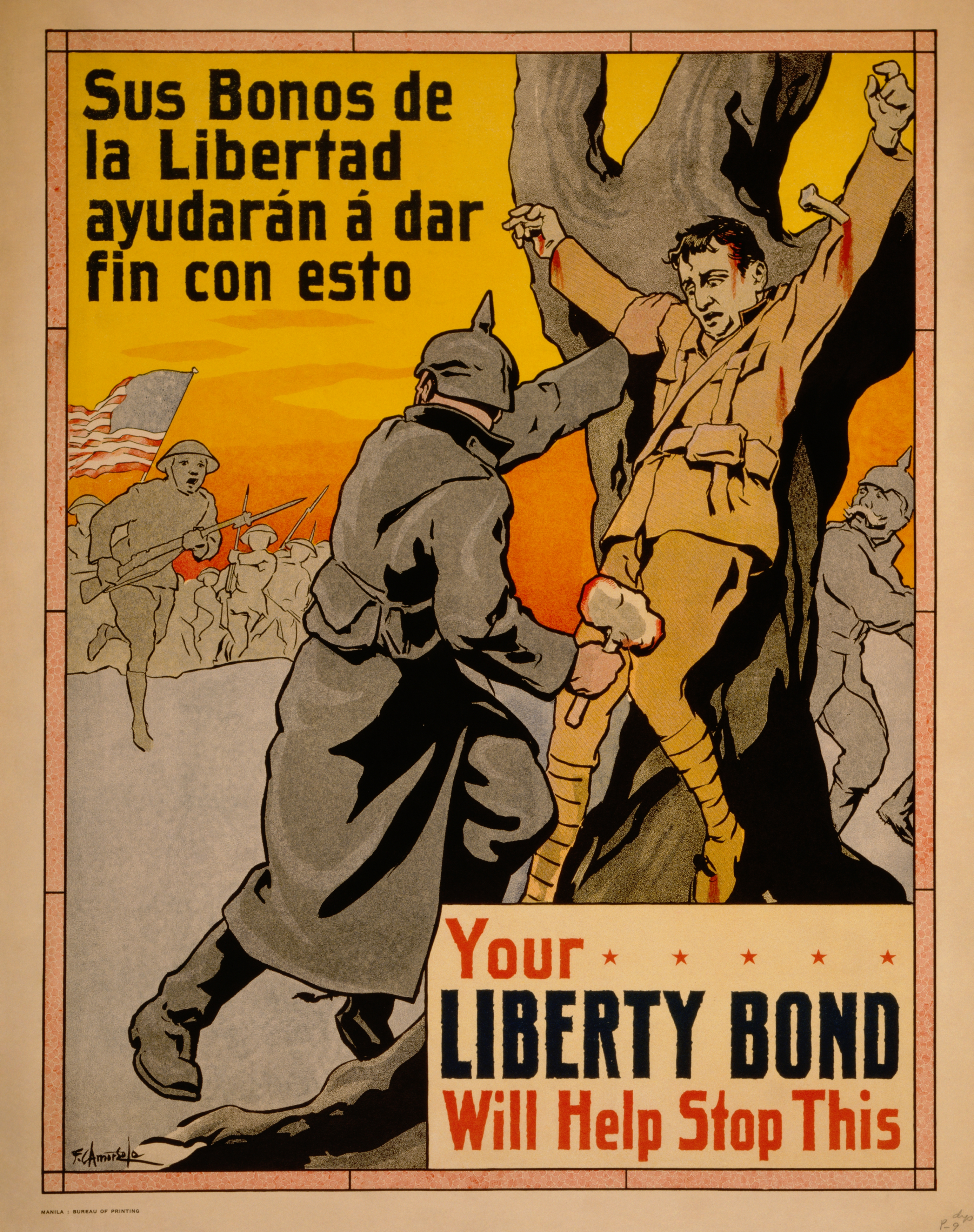
Американський плакат на тему розп'ятого солдата

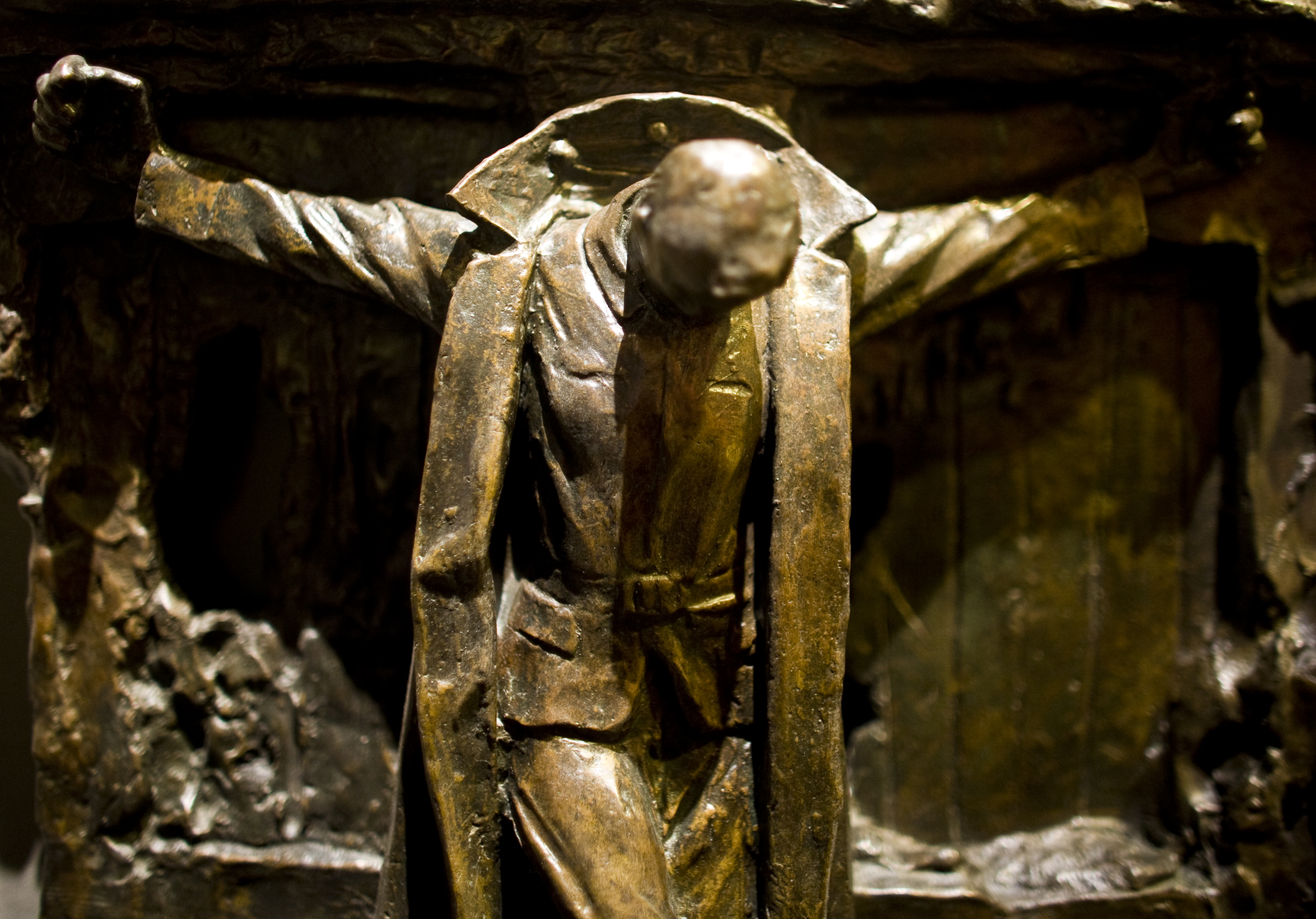
Пам'ятник британського скульптора Френсіса Дервент Вуда (1918)

Пам'ятник воїнам-«афганцям» у Вінниці

Розп'ятий солдат (англ. The Crucified Soldier — пропагандистський міф, створений британською пресою в ході Першої світової війни. Відповідно до цього міфу, німецькі солдати під час битви на Іпрі 24 квітня 1915 захопили в полон і розіп'яли на дереві або на паркані солдата з Канадського корпусу. Вперше замітка про цю подію з'явилася в британській газеті The Times від 10 травня 1915 року і називалася «Torture of a Canadian Officer» («Катування канадського офіцера»).
Образ розп'ятого солдата надихнув британського скульптора Фрэнсиса Дервента Вуда на створення пам'ятника «Голгофа Канади», який був виконаний з бронзи в 1918 році. Вперше робота була виставлена в Лондоні, проте німецька сторона зажадала довести існування цього епізоду. Вдалося отримати лише деякі свідчення очевидців, які здалися малопереконливими, і пам'ятник був демонтований. У 1992 році його виставили як експонат у Військовому музеї Канади.
Образ розп'ятого німцями канадського солдата присутній у фільмі «Пашендаль: Останній бій» (Канада, 2008), хоча описувана там битва відбулася в 1917 році.